# Whitesnake
I Whitesnake sono un gruppo musicale hard rock britannico fondato nel 1978 a Londra, Inghilterra, in seguito all'abbandono dei Deep Purple da parte del cantante David Coverdale. Nella fase iniziale della sua carriera, la band produsse del materiale che i critici spesso accostarono al blues rock dei Deep Purple, per spostarsi successivamente verso un rock più accessibile. Verso la fine degli anni '70, la band iniziò a conoscere il successo commerciale attraverso una serie di album che entrarono nella top 10 inglese, quali Ready an' Willing (1980), Come an' Get It (1981), Saints & Sinners (1982) and Slide It In (1984).
Alla fine degli anni '80, Coverdale riformò completamente la band e spostò il suo interesse verso il mercato americano. I nuovi Whitesnake raggiunsero il successo anche attraverso un completo restyling del gruppo, che iniziò ad adottare l'estetica della scena hair metal, facendo fortemente affidamento su ballate melodiche e atmosfere AOR. L'album omonimo, Whitesnake, divenne il loro album più venduto in tutto il mondo e fu lanciato da due singoli di grandissimo successo delle classifiche americane, "Here I Go Again" e "Is This Love", che raggiunsero rispettivamente la prima e la seconda posizione su Billboard. L'album ottenne 8 volte la certificazione di disco di platino negli USA e la band ottenne nel 1988 il Brit Award per il miglior gruppo inglese. L'album seguente, Slip Of The Tongue, fu anch'esso un successo di vendite e vide la partecipazione straordinaria di Steve Vai.
Nel corso della carriera, la band si è sempre segnalata per l'eccellente qualità dei musicisti che vi hanno partecipato. Verso la fine degli anni '70, David Coverdale riuscì a riunire nella band tre quinti della Mark III dei Deep Purple, includendo Jon Lord e Ian Paice all'interno del gruppo. Tra i numerosi strumentisti che hanno fatto parte della band, si segnalano anche Cozy Powell (Rainbow), Mel Galley (Trapeze), Steve Vai, Doug Aldrich, Guy Pratt (Pink Floyd), Don Airey (Rainbow, Black Sabbath), Tommy Aldridge (Black Oak Arkansas, Ozzy Osbourne), Adrian Vandenberg, Vivian Campbell (Dio, Thin Lizzy, Def Leppard) e John Sykes (Thin Lizzy).

## Storia

### Origini (1976-1979)
Nel 1976, dopo i dissapori sfociati nella dissoluzione dei Deep Purple, David Coverdale rifiutò l'invito di unirsi al trio degli ex membri Paice, Ashton & Lord decidendo di dare inizio alla carriera di solista. A questo scopo rivolse l'invito al chitarrista degli Uriah Heep, Mick Box per questo nuovo progetto, ma senza successo. Coverdale successivamente collaborò con il chitarrista Micky Moody allo scopo di formare una nuova band. I musicisti coinvolti, oltre a Moody, furono il bassista dei Deep Purple, Roger Glover, incaricato anche della produzione, il bassista Deslyle Harper, il tastierista Tim Hinkley e il batterista Simon Phillips. Nel marzo 1977 uscì l'album solista, intitolato White Snake, che mescolava sonorità hard rock e rhythm and blues e venne composto durante il periodo in cui il cantante militava ancora nella formazione dei Deep Purple. Durante il tour, la band di supporto veniva comunemente introdotta come la White Snake Band. L'album solista successivo Northwinds, pubblicato nel 1978, includeva ancora una volta Moody, Glover, Phillips, con i nuovi membri, il batterista Tony Newman e il bassista Alan Spenner. Lee Brilleaux dei Dr. Feelgood contribuì all'armonica. Il disco fu nuovamente prodotto da Glover.

#### L'inizio

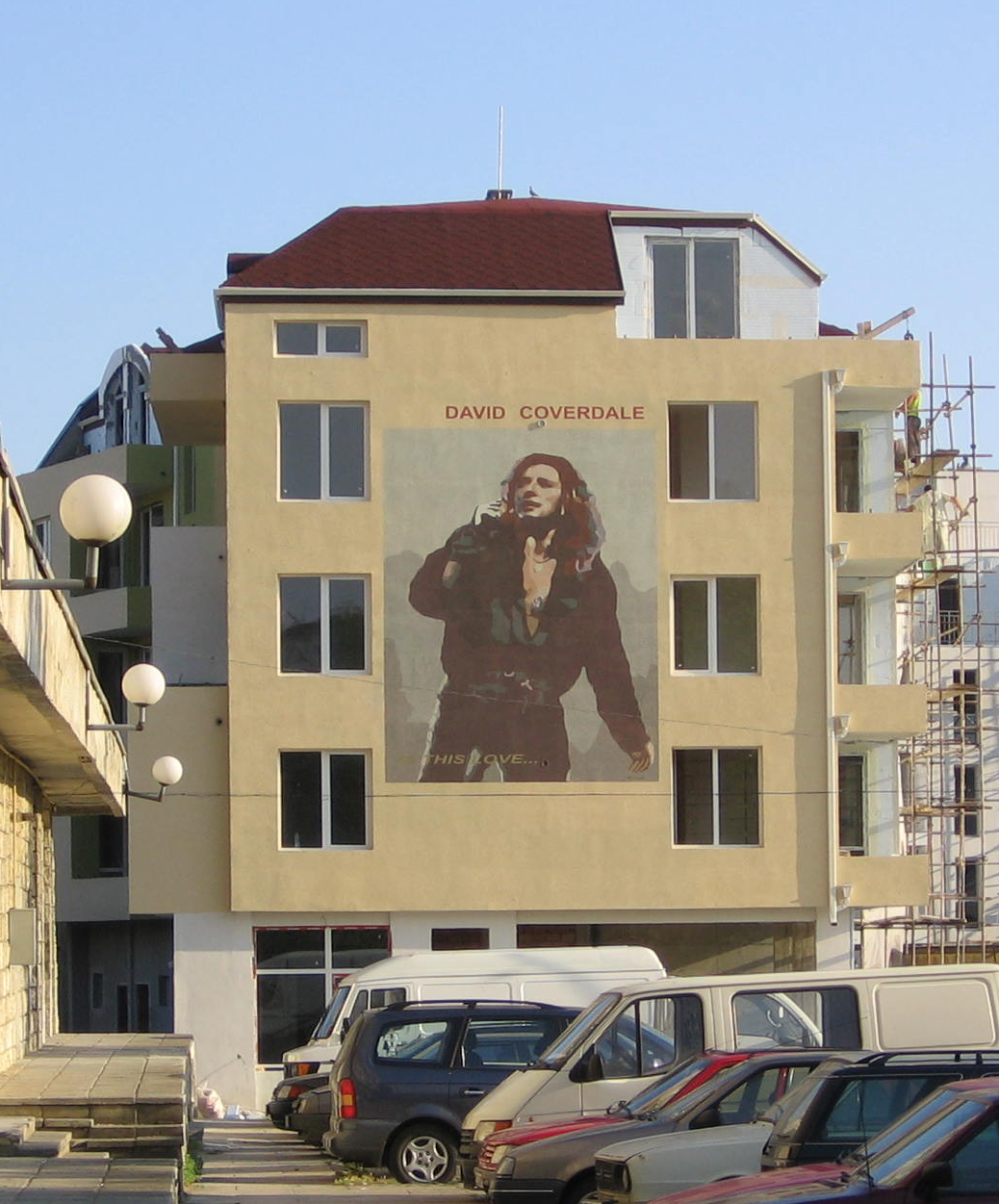
Un murale di David Coverdale a Kavarna (Bulgaria)

Nel 1978, Coverdale fondò i Whitesnake come una vera e propria band permanente ed allestì una nuova formazione assieme a Moody. La prima scelta della coppia cadde sul bassista Chris Stewart, che declinò l'offerta, optando per raggiungere la band di Frankie Miller. Neil Potts partecipò alle audizioni come batterista senza successo. La prima formazione era composta dal bassista Neil Murray (ex Colosseum II e National Health), dai chitarristi Bernie Marsden (ex Wild Turkey e Paice Ashton Lord) e Micky Moody (ex Juicy Lucy e Snafu), dal tastierista Jon Lord (ex Deep Purple e Paice Ashton Lord) e dal batterista Dave Dowle (ex Streetwalkers e Runner). 
Nell'ottobre dello stesso anno, la band pubblicò il primo album, Trouble,; l'attività dal vivo della band, in questo primo periodo venne documentata dal disco Live at Hammersmith, primo live della band, pubblicato nell'ottobre del 1979, inizialmente come album singolo solo in Giappone e poi, alcuni anni dopo, come doppio in tutto il mondo.
Durante il tour europeo, la band aprì per i Nazareth e nel corso dell'estate partecipò a ulteriori date in Germania come headliner, oltre a partecipare a diversi grandi festival al fianco dei Police, dei Dire Straits e dei Barclay James Harvest. Durante questo periodo, Dave Dowle venne allontanato. Verso la metà del tour, Coverdale contattò l'ex collega dei Deep Purple, Ian Paice, che acconsentì a collaborare nel progetto ed entrò ufficialmente nella band in seguito al tour estivo.
Nel 1979, la pubblicazione dell'album Lovehunter, ancora senza Paice alla batteria, provocò l'ira delle femministe a causa della copertina, disegnata da Chris Achilleos, che ritraeva una donna nuda vista di schiena e avvinghiata da un enorme serpente. La copertina suscitò diverso polemiche anche negli Stati Uniti. Ciononostante, la band si esibì nel primo concerto americano il 23 settembre 1979 presso la UCLA Royce Hall di Los Angeles. Il gruppo partecipò poi a ulteriori tour nel Regno Unito, concludendo l'anno con il supporto dei Marseille. L'album riuscì ad arrivare nella top 30 inglese, trainato dal piccolo successo di "Long Way From Home", che raggiunse la posizione #55.

### Gli anni '80

#### I primi anni ed il successo commerciale (1978-1983)
L'ingresso di Ian Paice portò alcuni critici a supporre che Coverdale stesse fondando una nuova versione dei Deep Purple. I tour britannici li vedevano supportati dalla nuova band di Gary Moore, chiamata G Force. Il disco Ready an' Willing, registrato ai Ridge Farm Studios da Martin Birch, fu una vera svolta per la band, che entrò nella top 10 delle classifiche inglesi, trascinato dal singolo Fool for Your Loving, scritto inizialmente per B. B.King. Il singolo entrò nelle classifiche raggiungendo la posizione #13 in Regno Unito ed ebbe un timido successo anche negli USA, raggiungendo la 53sima posizione. Sebbene ancora sconosciuti negli Stati Uniti, il successo dell'album riuscì a far guadagnare una reputazione della band, che andò in tour in Europa aprendo per gli AC/DC, e negli States di supporto ai Jethro Tull. Più tardi, sempre nel 1980, venne pubblicato l'album dal vivo Live...In the Heart of the City, che includeva anche le registrazioni risalenti al 1978 del concerto registrato all'Hammersmith Odeon. L'album raggiunse la posizione #5 in Regno Unito.

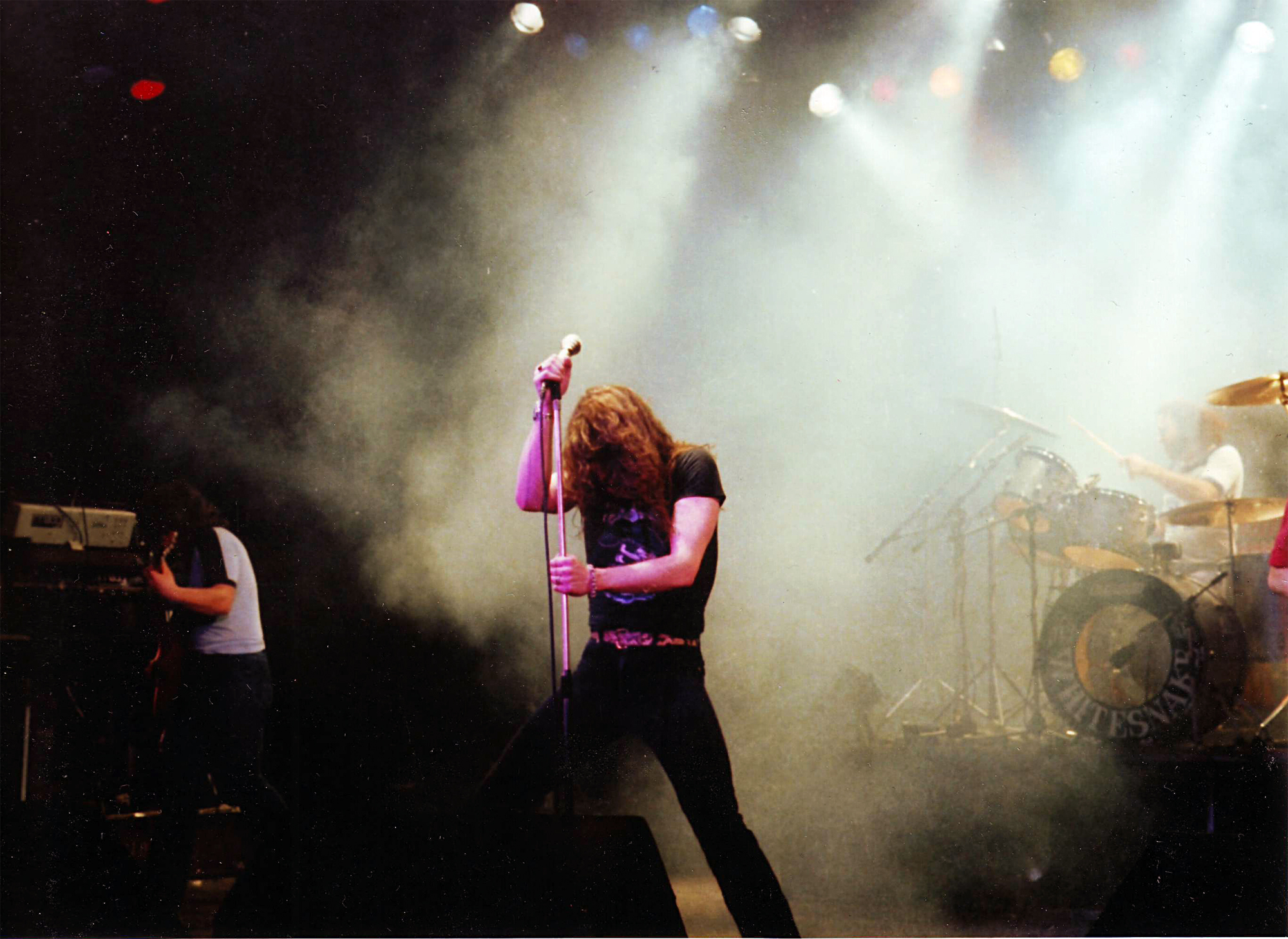
I Whitesnake in concerto all'Hammersmith Odeon nel 1981

Con il quinto album, Come an' Get It, la band arrivò alla posizione #2 delle classifiche inglesi. Il disco venne registrato al parco di Tittenhurst di Ascot e fu trainato dal successo di due singoli, "Don't Break My Heart Again" e "Would I Lie To You", rispettivamente nella top 20 e nella top 40 inglese. Il conseguente tour nel Regno Unito ebbe un grande successo e fu coronato da ben cinque date sold out all'Hammersmith Odeon di Londra ed una partecipazione in veste di headliner al famoso festival Monsters of Rock di Donington Park. Tuttavia, nonostante l'intensa attività e le certificazioni di vendite, nella formazione incominciarono a emergere degli attriti legati alla gestione dei guadagni. Nello stesso periodo, la band iniziò a registrare l'album successivo, Saints & Sinners. Verso la fine del 1981, durante le registrazioni dell'album, Moody abbandonò improvvisamente la band e Paice e Lord iniziarono ad essere sempre meno interessati. Di fronte alle difficoltà a portare avanti il lavoro, Mardsen propose a Coverdale l'eventualità di terminare il progetto ed il gruppo decise collettivamente di licenziare il manager, John Coletta. Tuttavia, nell'incontro fissato, Coverdale non partecipò e Coletta, ancora in veste di manager, licenziò Mardsen, Paice e Murray. In seguito, Coverdale riuscì a richiamare Moody e rimpiazzò Mardsen con Mel Galley, chitarrista dei Trapeze. Al posto di Murray e Paice entrarono, rispettivamente, Colin Hodgkinson e Cozy Powell. In questo modo, Coverdale e Moody rimasero gli unici membri fondatori della band. L'unico membro della nuova formazione che contribuì alle registrazioni fu Galley, che contribuì solamente ai cori inizialmente pensati per Mardsen. Saints & Sinners raggiunse ancora una volta la top 10 nel Regno Unito. L'album al suo interno conteneva la famosa hit "Here I Go Again", scritta da Coverdale e Mardsen, che anni dopo fu ri-registrata e divenne il maggior successo del gruppo. Anche l'altro singolo estratto dall'album, Crying In The Rain, venne ri-registrato per l'album omonimo della band, Whitesnake.

#### Il cambio di direzione artistica (1983-1985)
Le sessioni per un nuovo album incominciarono nel luglio 1983, prima che la band intraprendesse un nuovo tour, durante il quale parteciparono nuovamente, nell'agosto 1983, al Monsters of Rock di Donington. Durante le registrazioni, Moody, pur riconoscendo l'ottimo livello dei suoi colleghi, iniziò ad essere insoddisfatto della direzione musicale e per la mancanza dell'alchimia che era presente tra i membri della vecchia band. Il settimo album, Slide It in, pubblicato nel febbraio 1984, venne pubblicato per la EMI e prodotto sempre da Martin Birch e si piazzò al #9 delle classifiche inglese, trainato da singoli come Guilty of Love e Slow an' Easy. Durante questo periodo, la band approdò alla Geffen. Il disco ottenne recensioni contrastanti e fu criticato in particolare per il mix eccessivamente "piatto". Per la promozione, la band andò in tour di spalla ai Judas Priest. Nell'ottobre del 1983, la band partecipò ad un festival in Germania assieme ai Thin Lizzy, nei quali militava John Sykes. Fu in questo periodo che Moody, dopo essere stato umiliato da Coverdale proprio di fronte a Sykes, decise di abbandonare definitivamente la band. Alla fine del festival, convocò una riunione la band per annunciare le sue intenzioni, ma Coverdale non partecipò, preferendo intrattenersi nella suite coi suoi ospiti. In seguito, il chitarrista dichiarò in un'intervista che Coverdale era cambiato radicalmente e che secondo lui era interessato ad avere qualcuno come Sykes nella band perché, "oltre ad essere bravo, era anche di bell'aspetto". Dopo pochi giorni, Sykes divenne ufficialmente il chitarrista della band. Successivamente, il cantante licenziò anche Hodgkinson, ritenendolo non adeguato alle nuove sonorità della band, e richiamò in formazione il vecchio bassista, Neil Murray. Da questo momento in avanti, i Whitesnake rimarranno una creatura del solo David Coverdale, che smonterà e rimonterà la band in numerose occasioni, affinandosi a musicisti di altissimo livello tecnico. 

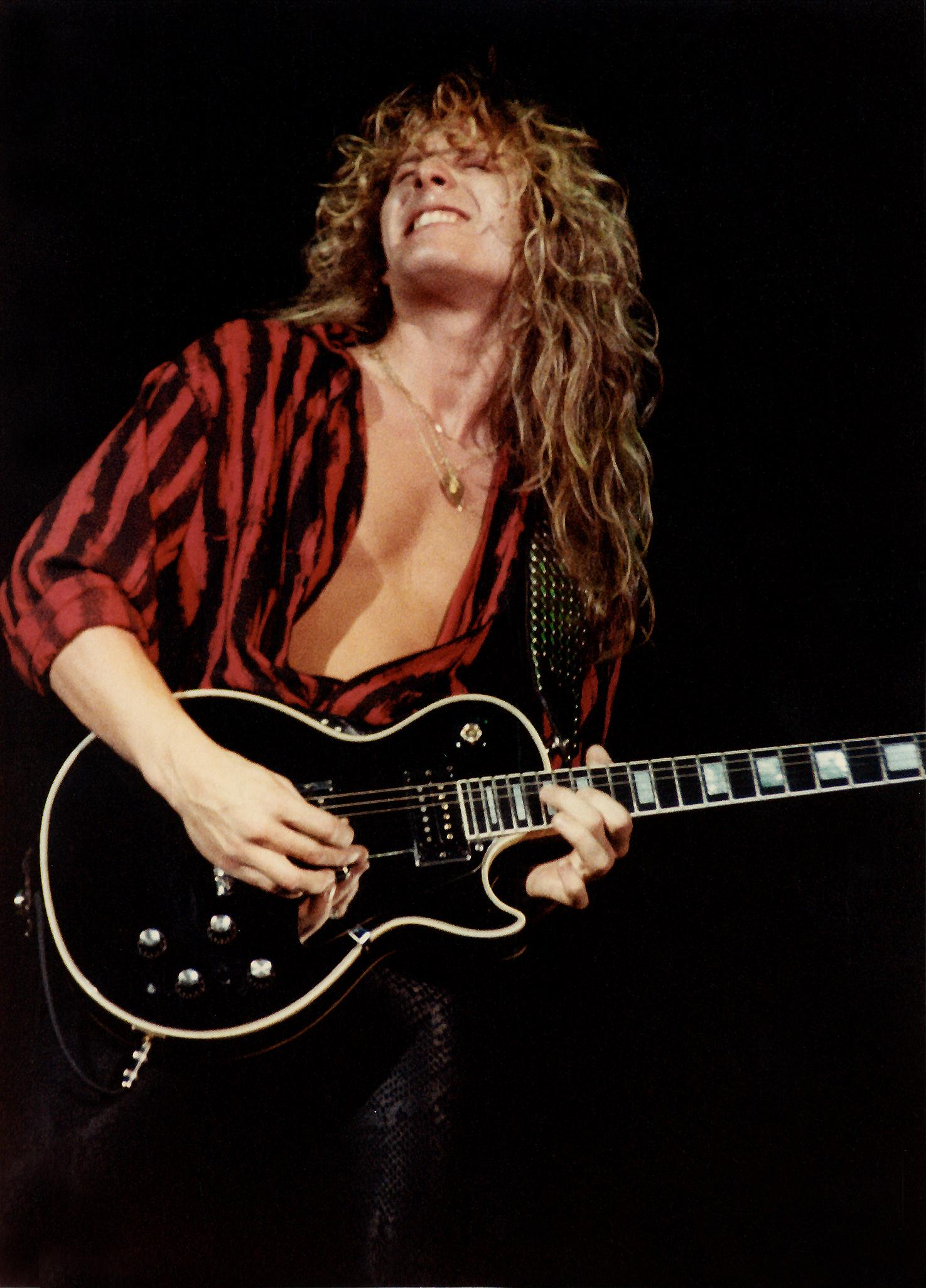
John Sykes con la band nel 1984

Sulla suggerimento del nuovo manager, John Kalodner, Il frontman durante questo periodo si trasferì negli Stati Uniti ed interessò a rivolgere la sua attenzione verso il pubblico americano. Secondo il manager, Slide It In possedeva delle grossa potenzialità ma necessitava di sonorità più potenti. Furono così presi accordi per una versione rimasterizzata dal produttore Keith Olsen. La versione riadattata per il mercato americano vide anche la partecipazione di Sykes e Murray, che ri-registrarono le parti di chitarra e di basso e vide la luce nell'aprile del 1984. La versione rimasterizzata (US release) fu generalmente riconosciuta come migliore del precedente e arrivò nella top 40 negli Stati Uniti, trascinata da due ballate in stile AOR:  "Love Ain't No Stranger" e "Slow An' Easy". In seguito, sulla spinta del successo del disco omonimo del 1987, Slide It In divenne doppio disco di platino. I tour del gruppo nel luglio 1984 li videro affiancati dai Dio e dai Black 'N Blue, in un periodo durante il quale vennero abbandonati dal tastierista Jon Lord che rientrò nei riformati Deep Purple e fu temporaneamente sostituito da Richard Bailey. Durante il tour, Mel Galley si infortunò a una mano cadendo dalle scale e il gruppo proseguì con un solo chitarrista per alcune date. In seguito, Galley venne licenziato quando dichiarò in un'intervista l'intenzione di riformare i Trapeze. Alla fine del tour, i Whitesnake vennero chiamati a sostituire i Def Leppard al festival di Rock in Rio. Nel 1985. Powell lasciò il gruppo per unirsi agli Emerson, Lake and Powell.

#### L'epoca Hair Metal
Nel 1985, Coverdale e Sykes iniziarono a scrivere un nuovo album utilizzando un approccio differente, su spinta del manager John Kalodner, secondo cui "i Bon Jovi avevano impostato il tono per i futuri Whitesnake". Il sound ricercato, in questo caso, fu più moderno e vicino alla pulizia delle produzioni rock degli anni '80, in modo da allontanare la band dall'immaginario blues rock che aveva contraddistinto i lavori iniziali. Sykes suonò la chitarra ritmica e solista per la quasi totalità dell'album. Per la registrazione, furono convocati due musicisti inglesi: il batterista Aynsley Dunbar ed il tastierista Don Airey, dalla band di Ozzy Osbourne e precedentemente nei Rainbow. Il chitarrista olandese Adrian Vandenberg fu convocato in studio per la registrazione del solo della versione ri-registrata di Here I Go Again, dal momento che Sykes si rifiutava di suonare musica blues. Nello stesso periodo, Coverdale valutò l'idea di inserirlo ufficialmente in formazione. La produzione dell'album fu messa in stallo per quasi tutta la durata del 1986, a causa di una sinusite cronica che rischiò di compromettere la carriera del cantante. Durante questo periodo nacquero dei dissapori tra Sykes e Coverdale, il quale accusò in seguito il chitarrista di aver cercato di fare pressioni per sostituirlo in modo da accelerare la pubblicazione del disco. Sykes, in seguito, ha smentito tali voci. In seguito all'operazione, l'album fu completato nel 1987 e pubblicato nello stesso anno. Subito dopo la pubblicazione, Coverdale licenziò Sykes e riformò il gruppo con Vandenberg, Airey, il bassista Rudy Sarzo (Quiet Riot, Ozzy Osbourne), il batterista Tommy Aldrige (ex Black Oak Arkansas, Pat Travers, Gray Moore e Ozzy Osbourne) e l'ex chitarrista dei Dio, Vivian Campbell, in qualità di chitarrista solista.

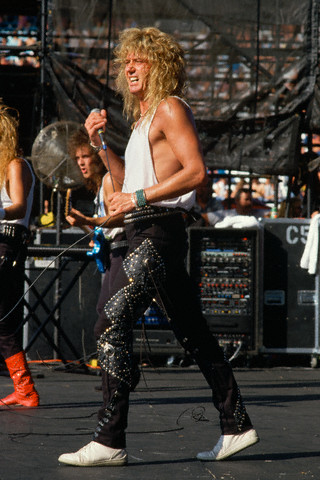
David Coverdale nel 1987

Dopo oltre un anno dall'inizio delle sessioni, l'omonimo Whitesnake, prodotto da Mike Stone e Keith Olsen, uscì il 7 aprile del 1987. La nuova formazione, nonostante non avesse suonato nelle sessioni del disco, apparve nella copertina del singolo di Give Me All Your Love e nei videoclip di Here I Go Again, Is This Love e Still of the Night. In Europa l'album venne intitolato 1987, con la tracklist disposta in un altro ordine e con l'aggiunta di due tracce extra: Looking for Love e You're Gonna Break My Heart Again. In Giappone l'album venne invece intitolato Serpens Albus (che in latino significa serpente bianco, ovvero white snake).
In questa fase della sua carriera, la band ridisegnò completamente l'estetica e l'immaginario di band come Bon Jovi, Ratt, Poison, Mötley Crüe, o dei nenonati Guns 'N Roses. Il gruppo si presentava con un look curato all'estremo e investì enormemente nella propria immagine. Coverdale, come il resto della band, abbracciò con un nuovo look, costituito da capelli cotonati biondo acceso, costumi di scena pieni di fronzoli e lustrini e altri elementi stilistici delle hair metal band americane. L'omonimo album definì inoltre un cambio di rotta netto e definitivo dal punto di vista stilistico, in cui la band affiancava momenti heavy (Still Of The Night) a power ballad con atmosfere vellutate e zuccherose che facessero facile presa sul pubblico.
Nonostante le critiche dei fan di vecchia data, l'album ottenne un successo planetario e fece definitivamente breccia nel pubblico americano. Negli USA l'omonimo album riuscì a vendere attorno agli otto milioni di copie, raggiungendo la seconda posizione delle classifiche di Billboard, superando il suo predecessore, Slide It In, e ottenendo ben otto dischi di platino. Nonostante questa rivoluzione stilistica, il disco conteneva buona parte delle tracce composte in collaborazione con John Sykes, e presentava due vecchi brani del gruppo rivisitati in chiave anni 80, ovvero Here I Go Again e Crying in the Rain (entrambi da Saints & Sinners), entrambi pubblicati come singoli. Il successo fu trainato dai video promozionali girati dal regista Marty Callner: Still Of The Night, Is This Love e Here I Go Again. In un'intervista, il regista racconta che Coverdale era rimasto senza soldi e la Geffen non aveva nessuna intenzione di sostenerlo a causa dei ritardi nella pubblicazione del disco, per cui decise di anticipargli i soldi per girare il video di Still Of The Night. La modella ed attrice Tawny Kitaen, che in quel momento usciva con Coverdale, fu inclusa nei videoclip e la sua presenza giocò un ruolo importante nell'ascesa di popolarità dei Whitesnake. L'attrice era stata coinvolta in precedenza in una relazione con il chitarrista Robbin Crosby dei Ratt ed era già apparsa, in precedenza, sulle copertine dei dischi di svariate hair metal band di quegli anni. Secondo il regista, parte del successo dei video fu proprio dovuto al fatto che Coverdale e la Kitaen fossero una coppia anche nella vita. Trainato dai video promozionali, i singoli entrarono immediatamente in classifica, lanciando immediatamente gli Whitesnake come uno dei gruppi di punta della scena glam. Nel febbraio 1989, Coverdale e la Kitaen si sposarono. L'intenso tour statunitense confermò definitivamente la popolarità del gruppo. I tour per il supporto del disco partirono al fianco dei Mötley Crüe e, successivamente, nel ruolo di headliner.
Nel 1988 Campbell, per divergenze musicali, lasciò il gruppo. Coverdale non si scompose e si rivolse così, per sostituirlo, al virtuoso chitarrista Steve Vai, all'epoca reduce dell'esperienza con Frank Zappa e David Lee Roth. Il gruppo si preparò quindi alle incisioni del nuovo album. Poco dopo l'entrata in sala, Vandenberg accusò problemi di tendinite, pare a causa di esercizi pianistici, per cui non poté partecipare alle sessioni. Il vecchio collega di Coverdale nei Deep Purple, Glenn Hughes, partecipò ai cori del disco. Il nono album, Slip of the Tongue, pubblicato nel novembre 1989, ottenne anch'esso un grande successo, apparendo nella top 10 statunitense. L'album fu trainato da un'altra rivisitazione di un vecchio classico della band, Fool For Your Loving, e due ballate: Now You're Gone e The Deeper The Love. Una delle critiche principali che fu avanzata agli Whitesnake di questo periodo fu quella di imitare i Led Zeppelin. Parte della critiche arrivarono dalla stessa scena musicale, al punto che Gary Moore e Ozzy Osbourne registrarono un brano dal titolo Led Clones, nel quale si riferirono esplicitamente gruppi come Whitesnake o Kingdom Come in qualità di cloni dei Led Zeppelin. Nel 1989 il brano venne inserito nel disco, After the War, di Gary Moore.

### Anni '90

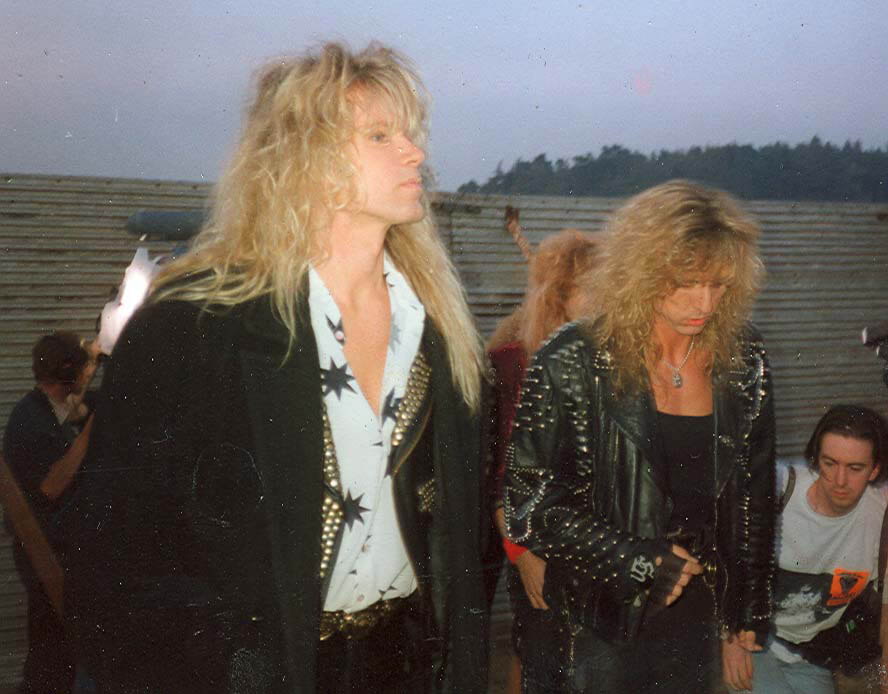
I Whitesnake nel backstage al Monsters of Rock di Donington Park nel 1990 (Adrian Vandenberg e David Coverdale)

Nel 1990 Coverdale apparve nel disco solista Passion and Warfare di Steve Vai, recitando la voce narrante alla fine del brano "For the Love of God". Le promozioni per il disco Slip of the Tongue nel 1990, vennero preparate per il tardo gennaio, e includevano il ritrovato Adrian Vandenberg, in occasione di un tour statunitense nel ruolo di headliner concluso a Charleston, Virginia Occidentale. Il tour cominciò il 2 febbraio ai Patriot Center in Virginia con il supporto dei Kix. Questo tour finì per risultare "tutto esaurito" come nelle prime date del tour di 1987, e li vedeva successivamente supportati dai Bad English, concludendo le esibizioni in Canada durante giugno. La popolarità degli Whitesnake era tale che, durante uno di questi show, il 15 giugno a Toronto, i Kiss li accompagnarono in qualità di gruppo spalla. I concerti in agosto vedevano il gruppo suonare in Spagna e per la terza volta al Monsters of Rock, questa volta al fianco di Aerosmith, Poison, Thunder, Vixen e The Quireboys. La band continuò il Monsters of Rock in Germania. Parteciparono poi ad alcuni show a Reykjavík in Islanda prima di intraprendere le date in Giappone. Verso la fine del tour mondiale di Slip of the Tongue, il 26 settembre 1990 al Budokan Honshu di Tokyo, David Coverdale annunciò, ancora una volta, lo scioglimento improvviso dei Whitesnake.

#### Dopo lo scioglimento
Vandenberg ricevette un invito da parte dell'ex frontman dei Mötley Crüe, Vince Neil, per entrare nel suo nuovo progetto solista, tuttavia il chitarrista rifiutò l'offerta. In seguito Vandenberg, Sarzo e Aldridge formarono il supergruppo Manic Eden, inizialmente arruolando James Christian, ex cantante degli House of Lords. Il singer però non fu soddisfatto delle direzioni musicali intraprese dal gruppo, ritenendo di essere soltanto un sostituto di David Coverdale, in una sorta "nuovi" Whitesnake. Quindi dopo la sua dipartita, il trio contattò l'ex Little Caesar Ron Young a sua sostituzione, passando alla pubblicazione di un album omonimo nel 1994, che non otterrà però alcun successo. Dopo l'esperienza nei Manic Eden, Sarzo tornò nella formazione dei Quiet Riot nel 1997. Allo stesso tempo Steve Vai riprese la sua attività solista dopo aver militato brevemente nella band di Ozzy Osbourne ma senza aver mai registrato alcun materiale. Un altro ex Whitesnake, il chitarrista Vivian Campbell, formò la band Shadowking assieme al frontman Lou Gramm dei Foreigner pubblicando un album omonimo, prima di raggiungere i pluripremiati Def Leppard nel 1992.
Nel frattempo Coverdale si riunì con l'ex chitarrista dei Led Zeppelin, Jimmy Page, dando vita al progetto Coverdale/Page. Nel 1993 verrà pubblicato il disco Coverdale•Page di indubbia qualità, al quale parteciparono diversi musicisti noti come Ricky Phillips e Denny Carmassi. Le intenzioni di suonare negli USA però sfumarono e il gruppo si esibì solo in Giappone, suonando anche materiale dei Led Zeppelin e Whitesnake.

#### La reunion
Nel 1994, a seguito del moderato successo del progetto Coverdale/Page, Coverdale riformò i Whitesnake pubblicando la raccolta Whitesnake's Greatest Hits, che conteneva, tra le varie tracce, anche i due brani che erano presenti solo nella versione europea di 1987. Inizialmente il chitarrista Luke Morley dei Thunder divenne un possibile candidato a raggiungere il gruppo, ma questa unione venne subito smentita dagli stessi Thunder quando il chitarrista decise di continuare con la sua band. Altre voci affermavano che nella nuova formazione figurava niente meno che Ritchie Blackmore, noto per essere stato l'antagonista di Coverdale nei Deep Purple. Naturalmente questa voce si rivelò falsa, mentre la vera formazione dei nuovi Whitesnake risultò composta dai membri dell'ultima incarnazione della band, Adrian Vandenberg e Rudy Sarzo, reduci dall'esperienza fallimentare con i Manic Eden, il chitarrista Warren DeMartini dei Ratt, il batterista Denny Carmassi e Paul Mirkovich, proveniente dai Nelson, alle tastiere. Questa formazione ottenne presto un ottimo successo attraverso i tour Europei, esordendo il 20 giugno in Russia, al "White Night" festival di San Pietroburgo. Altre performance live li vedevano in Finlandia, Danimarca, Germania, Italia, Francia, Paesi Bassi, Spagna, Portogallo, Svizzera e Regno Unito, supportati dai Pride & Glory, progetto southern rock fondato da Zakk Wylde (chitarrista di Ozzy Osbourne). Tuttavia, il successo del nuovo Greatest Hits non riuscì a raggiungere gli Stati Uniti, dove il disco venne ignorato a causa della dilagante esplosione del fenomeno grunge. In ottobre il gruppo partì per alcuni tour in Giappone e Australia.
La band sciolse inoltre il contratto con la Geffen, a causa delle scarse vendite e della dipartita dell'A&R John Kalodner. Alcune voci vedevano Coverdale nuovamente coinvolto nei Deep Purple nel 1996, ma queste vennero poi smentite dal fatto che i Whitesnake erano recentemente entrati in studio per le sessioni del nuovo album. Il disco, dal titolo di Restless Heart, registrato ai Sierra Sonics, Reno, Nevada, venne accreditato come "David Coverdale & Whitesnake" e pubblicato nel marzo 1997. I musicisti coinvolti furono Vandenberg, il bassista Guy Pratt, il tastierista Brett Tuggle, oltre a Denny Carmassi e la partecipazione di Tommy Funderburk ai cori. Pratt e Tuggle avevano già lavorato con Covedale nel tour giapponese del progetto Coverdale/Page. Venne quindi estratto il singolo "Too Many Tears", originariamente pensato come brano per un progetto tra Coverdale e Nancy Wilson degli Heart nel 1988, che non vide la luce. La versione giapponese del disco presentava in aggiunta i brani "Anything You Want", "Can't Stop Now" e "Oi". Poco dopo la pubblicazione, Coverdale e Vandenberg intrapresero qualche data live acustica a Varsavia e Tokyo.
Coverdale poi assemblò una nuova formazione in occasione dei nuovi tour, composta dai chitarristi Adrian Vandenberg e Steve Farris (ex Mr. Mister e Eddie Money), il bassista Tony Franklin (ex The Firm e Blue Murder), Denny Carmassi dietro i tamburi, mentre il ruolo di tastierista venne assegnato a Derek Hilland. Nel frattempo venne pubblicato nel 1997 il live acustico Starkers in Tokyo, registrato dai soli Coverdale e Vandenberg ai Toshiba EMI Studios di Tokyo il 5 luglio dello stesso anno. La lista dei brani comprendeva anche "Fool For Your Loving", "Only My Soul" e la reinterpretazione dei Vandenberg "Burning Heart", ma queste vennero incluse solo nel video del concerto. Al termine delle date con la nuova formazione, che si chiusero nell'estate del 1998, Steve Farris raggiunse la band di Gary Wright (ex Spooky Tooth).
Nel 1998 alcuni ex membri della prima era dei Whitesnake si unirono sotto il nome di The Snakes. Questi erano i chitarristi Micky Moody e Bernie Marsden e il bassista Neil Murray, che realizzarono un disco in Giappone. Dal 1999 Moody, Marsden e Murray, vennero poi raggiunti dall'ex-cantante dei Bad Company, Robert Hart, e dal tastierista Don Airey, cambiando nome in Company of Snakes.

### Anni 2000

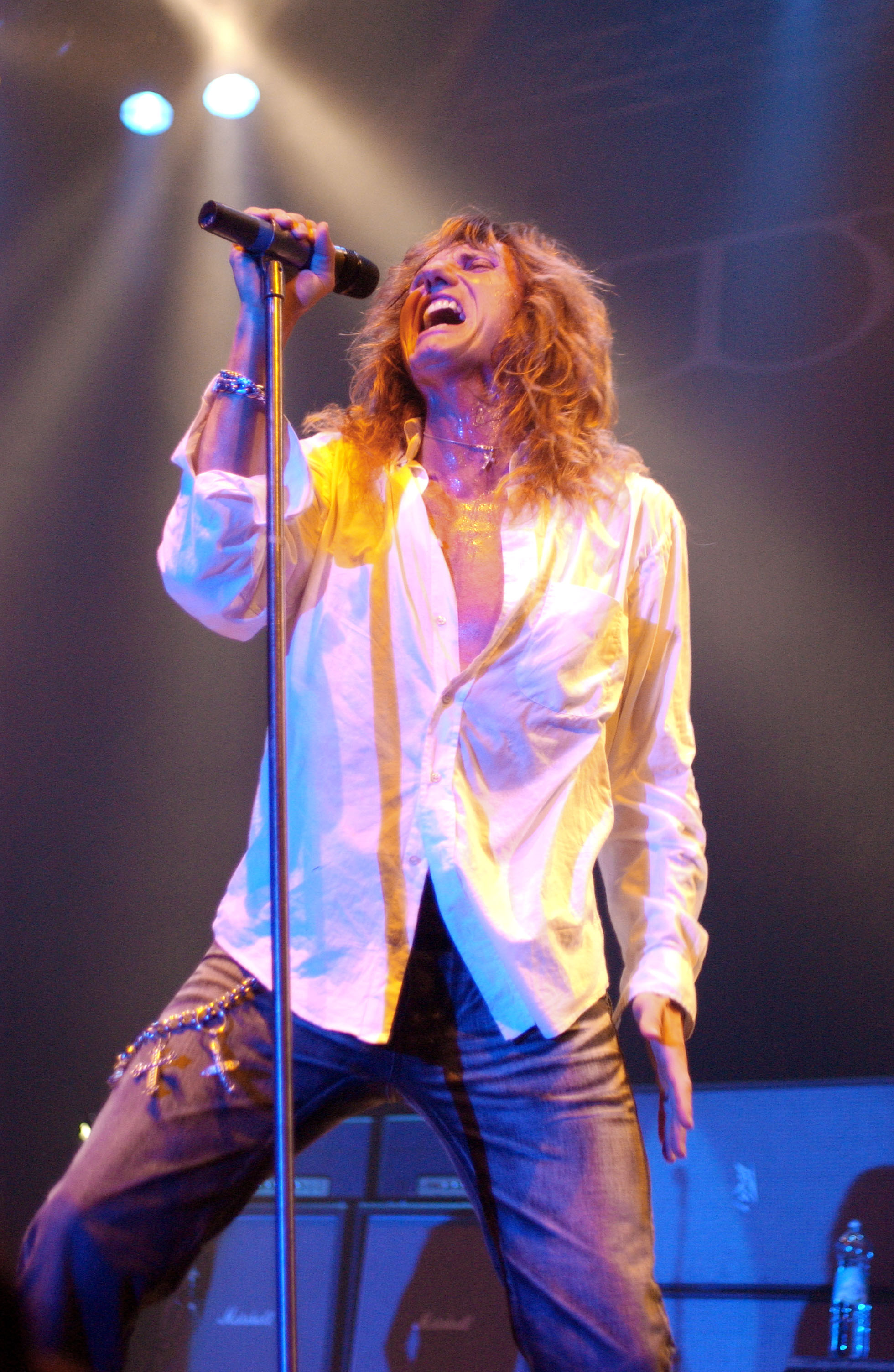
David Coverdale live a Milano nel 2003

Nel 2000 Coverdale emerse con il terzo album solista intitolato Into the Light. Dalla metà del 2002 emersero altre false voci che non solo annunciavano il ritorno dei Whitesnake per alcune date europee, ma sostenevano anche che John Sykes era tornato nella formazione. Da ottobre fonti ufficiali, senza rivelare la formazione della band, annunciarono il ritorno in tour dei Whitesnake previsto per l'anno seguente. Le speculazioni sul coinvolgimento di Sykes continuarono, specialmente dopo che Vandenberg aveva annunciato l'intenzione di voler riformare la sua vecchia band degli anni '80, i Vandenberg. Tuttavia, Sykes negò ogni relazione con il gruppo, così emersero altre false voci sul coinvolgimento del chitarrista Paul Gilbert. I Whitesnake annunciarono il loro ritorno nel gennaio 2003 in occasione di un tour statunitense con i Dokken e Scorpions. Per questa incarnazione della band, Coverdale riformò nuovamente la formazione da zero, con la sola eccezione di Tommy Aldridge, batterista virtuoso della formazione di fine anni 80. Oltre ai due, la band era composta dal bassista Marco Mendoza, il chitarrista Doug Aldrich, Warren DeMartini come chitarrista ritmico. Tuttavia DeMartini venne poi sostituito dal chitarrista Reb Beach. Le date britanniche in maggio vedevano il gruppo al fianco di Gary Moore e Y&T.
Nel 2003, gli ex membri dei Whitesnake Bernie Marsden, Micky Moody e Neil Murray (gli stessi che avevano fondato i The Snakes), fondarono una nuova band chiamata "M3", che proponeva cover dei Whitesnake del primo periodo. Alla formazione vennero aggiunti Tony Martin (ex Black Sabbath) alla voce, Josh Phillips (ex Arthur Brown e Big Country) alle tastiere, e Jimmy Copley (ex Jeff Beck, Deep Purple e Paul Rodgers) alla batteria. Questa formazione pubblicò un disco dal vivo chiamato Classic Snake Live nello stesso 2003, che includeva appunto vecchio materiale dei Whitesnake, oltre a intraprendere alcuni tour europei.
Allo stesso tempo i Whitesnake parteciparono negli States al Rock Never Stops tour in estate assieme a Slaughter, Warrant e Kip Winger. Seguirono altre date in Giappone e Regno Unito. Verso metà 2004 i membri dei Whitesnake, Reb Beach e Timothy Drury annunciarono un nuovo progetto. Assieme a Doug Pinnick dei King's X alla voce e basso e, inizialmente, con il batterista Frankie Banali dei Quiet Riot, il gruppo venne originariamente nominato Devil Children dalla loro etichetta discografica, la italiana Frontiers Records. Tuttavia i membri declinarono questo titolo, e con la sostituzione di Banali con Kelly Keagy dei Night Ranger, verranno ribattezzati The Mob.
Vennero poi annunciati altri concerti statunitensi dei Whitesnake previsti per il 2005, che si sarebbero svolti senza Marco Mendoza al basso, che optò per abbandonare il gruppo in aprile. In maggio la band assiste all'entrata del nuovo bassista Uriah Duffy. Durante giugno la Recording Industry Association of America (RIAA), rivelò che i Whitesnake durante la loro carriera avevano venduto oltre dodici milioni di dischi solo negli USA.
Nel 2006 verrà pubblicato un DVD intitolato Live... In the Still of the Night, registrato all'Hammersmith Apollo di Londra. Partì poi il tour americano in Messico, Brasile, Cile, Porto Rico e Argentina assieme ai Judas Priest. Al termine di queste performance, Doug Aldrich optò per entrare nei Dio come temporanea sostituzione a Craig Goldy. Coverdale annunciò agli inizi del 2006 l'intenzione di pubblicare un nuovo disco dei Whitesnake, dopo nove anni. L'immediato tour previsto per maggio venne però sospeso per una malattia improvvisa del cantante. In agosto il gruppo firma per la tedesca SPV GmbH per la pubblicazione dell'album dal vivo Live... In the Shadow of the Blues, che includeva inoltre quattro nuove tracce in studio: "Ready to Rock", "If You Want Me (I'll Come Running)", "All I Want Is You" e "Dog". Una versione limitata del disco conteneva in aggiunta una versione live di "Crying in the Rain" con un assolo di batteria di Tommy Aldridge. In ottobre Coverdale rivelò ufficialmente i piani per la pubblicazione di un nuovo album in studio e una nuova versione di 1987 in occasione del ventesimo anniversario. Nel frattempo Live... In the Shadow of the Blues venne pubblicato in novembre. In questo periodo il giornale Classic Rock nominò i Whitesnake miglior band dell'anno e miglior DVD dell'anno riferendosi a Live... In the Still of the Night.
Nel 2008 viene finalmente annunciata l'uscita del undicesimo album dei Whitesnake dal titolo di Good to Be Bad, che verrà pubblicato il 21 aprile. La formazione che partecipò alle sessioni era composta da Coverdale, Doug Aldrich e Reb Beach alle chitarre, Uriah Duffy al basso, il nuovo entrato Chris Frazier alla batteria e Timothy Drury alle tastiere. Il 13 settembre 2010 il tastierista Timothy Drury lascia la band per seguire la sua carriera solista.

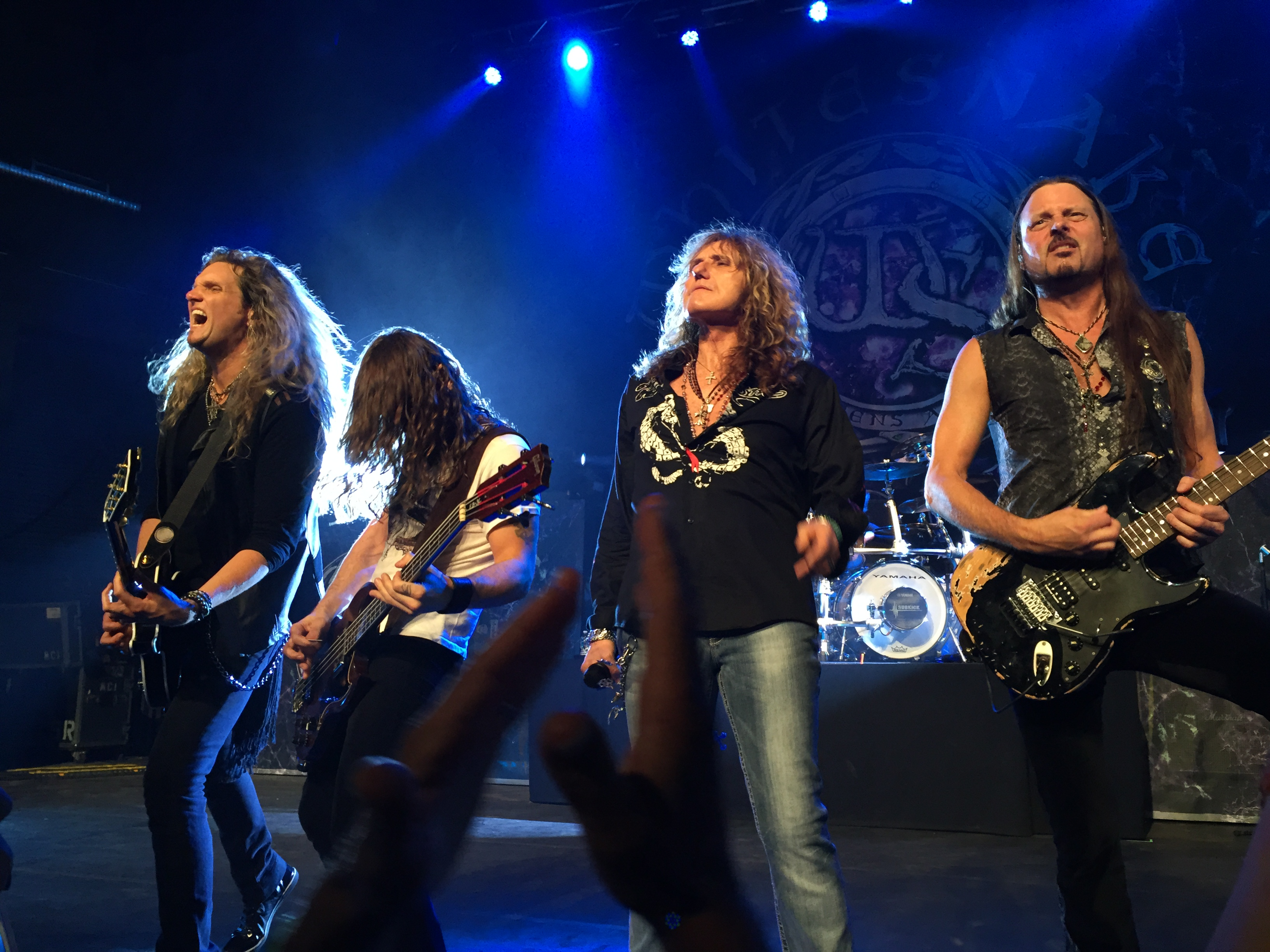
Whitesnake in concerto a New Haven durante il The Purple Tour nel 2015

Nel marzo del 2011 esce Forevermore, dodicesimo studio album della band e primo edito per l'etichetta italiana Frontiers Records. Il relativo tour porterà i Whitesnake a esibirsi, il 22 giugno 2011, al festival italiano Gods of Metal, al fianco di Judas Priest, Europe e Mr Big.
Il 9 aprile 2013 viene pubblicato l'album dal vivo Made in Japan registrato durante l'esibizione del gruppo al festival Loudpark di Saitama, Giappone il 15 ottobre 2011.
Il 9 maggio 2014 il chitarrista Doug Aldrich annuncia di lasciare la band. Al suo posto è entrato l'ex Night Ranger, Joel Hoekstra. Successivamente la band torna al lavoro su un nuovo album, che si intitolerà The Purple Album e consisterà in una raccolta di rifacimenti di brani dei Deep Purple nelle formazioni che vedevano David Coverdale alla voce.
Il 17 aprile 2015 viene ufficializzato l'ingresso nella band dell'italiano Michele Luppi come tastierista e corista.
Il 19 ottobre 2017 la band annuncia la pubblicazione di un nuovo album dal vivo intitolato The Purple Tour, che è stato registrato durante il tour promozionale legato al The Purple Album. Il concerto sarà pubblicato nei formati CD, doppio LP, CD/DVD e CD/Blu-ray il 19 gennaio 2018.
Verso la fine del 2018 viene dato alle stampe Unzipped, una raccolta di rare e inedite performance acustiche registrate dal gruppo, contenente cinque dischi e il concerto Starkers in Tokyo del 1997 per la prima volta in DVD. Il 12 novembre 2018 la band annuncia invece la pubblicazione del nuovo album, Flesh & Blood, al quale farà seguito un tour mondiale nel 2019.
Il 23 novembre 2021 viene annunciato l'ingresso nella band della bassista Tanya O'Callaghan.

## Formazione

### Attuale
- David Coverdale - voce
- Joel Hoekstra - chitarra
- Reb Beach - chitarra
- Michele Luppi - tastiera
- Tanya O'Callaghan - basso
- Tommy Aldridge - batteria

## Discografia

### Album in studio
- 1978 - Trouble
- 1979 - Lovehunter
- 1980 - Ready an' Willing
- 1981 - Come an' Get It
- 1982 - Saints & Sinners
- 1984 - Slide It In
- 1987 - Whitesnake  / 1987  / Serpens Albus
- 1989 - Slip of the Tongue
- 1997 - Restless Heart
- 2008 - Good to Be Bad
- 2011 - Forevermore
- 2015 - The Purple Album (cover)
- 2019 - Flesh & Blood

### Album dal vivo
- 1980 - Live...In the Heart of the City
- 1997 - Starkers in Tokyo (acustico)
- 2006 - Live... In the Shadow of the Blues
- 2011 - Live at Donington 1990
- 2013 - Made in Japan
- 2013 - Made in Britain/The World Record
- 2014 - Live in '84: Back to the Bone
- 2018 - The Purple Tour
- 2018 - Unzipped

### Raccolte
- 1994 - Whitesnake's Greatest Hits